# Cheilosia schineri
Cheilosia schineri är en tvåvingeart som beskrevs av Egger 1860. Cheilosia schineri ingår i släktet örtblomflugor, och familjen blomflugor.
Artens utbredningsområde är Italien. Inga underarter finns listade i Catalogue of Life.